# نيكولاي بويلسن
نيكولاي مول بويلسن (بالدنماركية: Nicolai Møller Boilesen) وهو لاعب كُرة قدم دنماركي يلعب في مركز الظهير الأيسر ولد في يوم 16 فبراير 1992 في بالروب في الدنمارك وهو يلعب حالياً مع نادي أياكس أمستردام كما سبق له اللعب مع بروندبي وسكوفلوندي آي إف وليل هيما ولعب مع منتخب الدنمارك لكرة القدم ويبلغ طوله 185 سم.

## روابط خارجية
- نيكولاي بويلسن على موقع الاتحاد الدولي (مؤرشف)  (الإنجليزية)
- نيكولاي بويلسن على موقع الاتحاد الأوربي (الإنجليزية)
- نيكولاي بويلسن على موقع قاعدة بيانات كرة القدم.إي يو (الإنجليزية)
- نيكولاي بويلسن على موقع ناشيونال فوتبول تيمز (الإنجليزية)
- نيكولاي بويلسن على موقع Soccerway.com (الإنجليزية)
- نيكولاي بويلسن على موقع عالم كرة القدم.نت (الإنجليزية)
- نيكولاي بويلسن على موقع كووورة
- نيكولاي بويلسن على موقع AS.com (الإسبانية)